# Monpa
I Monpa (o anche Monba; in cinese: 门巴族; in Pinyin: ménbà zú) sono un gruppo etnico facente parte dei 56 gruppi etnici riconosciuti ufficialmente dalla Repubblica popolare cinese, concentrato prevalentemente nel territorio conteso dello Stato indiano di Arunachal Pradesh, al confine tra India e Cina. La popolazione dei distretti di Tawang e Kameng arriva a circa 50.000 individui, mentre quella del distretto di Cuona, in Tibet, si assesta sulle 25.000 persone. Queste ultime sono conosciute anche come Menba. Un altro piccolo gruppo di Monpa (circa 2500 persone) può essere trovato in Bhutan.
La parola Monpa significa "Popolo di Mon-yul" (Mon-yul significa "terra" in lingua tibetana). I Monpa mostrano notevoli affinità con gli Sharcop del Bhutan. La loro lingua Monpa appartiene alla famiglia delle lingue Tibeto-Birmane, ma è abbastanza differente dai dialetti tibetani orientali, proliferanti nella regione, sebbene il Monpa usi il tibetano per la forma scritta.
I Monpa sono suddivisi in sei sottogruppi a seconda delle variazioni del loro linguaggio:
- Tawang
- Dirang
- Lish
- Bhut
- Kalaktang
- Panchen

## Religione
I Monpa sono principalmente seguaci del Buddhismo tibetano della scuola Gelugpa, sebbene diversi membri dei Monpa sono seguaci della religione animista Bön. 
In ogni famiglia sono piazzati piccoli altari buddisti decorati con statue di Buddha rifornite con offerte d'acqua in piccole coppette e, spesso, rischiarati da piccole lanterne. 
È diffusa la credenza nella trasmigrazione dell'anima e nella rinascita, in quanto le loro vite sono fortemente basate sul monastero Tawang nell'omonimo distretto, dove numerosi giovani Monpa crescono come Lama dopo essersi uniti al monastero.